# Flor-de-Lis

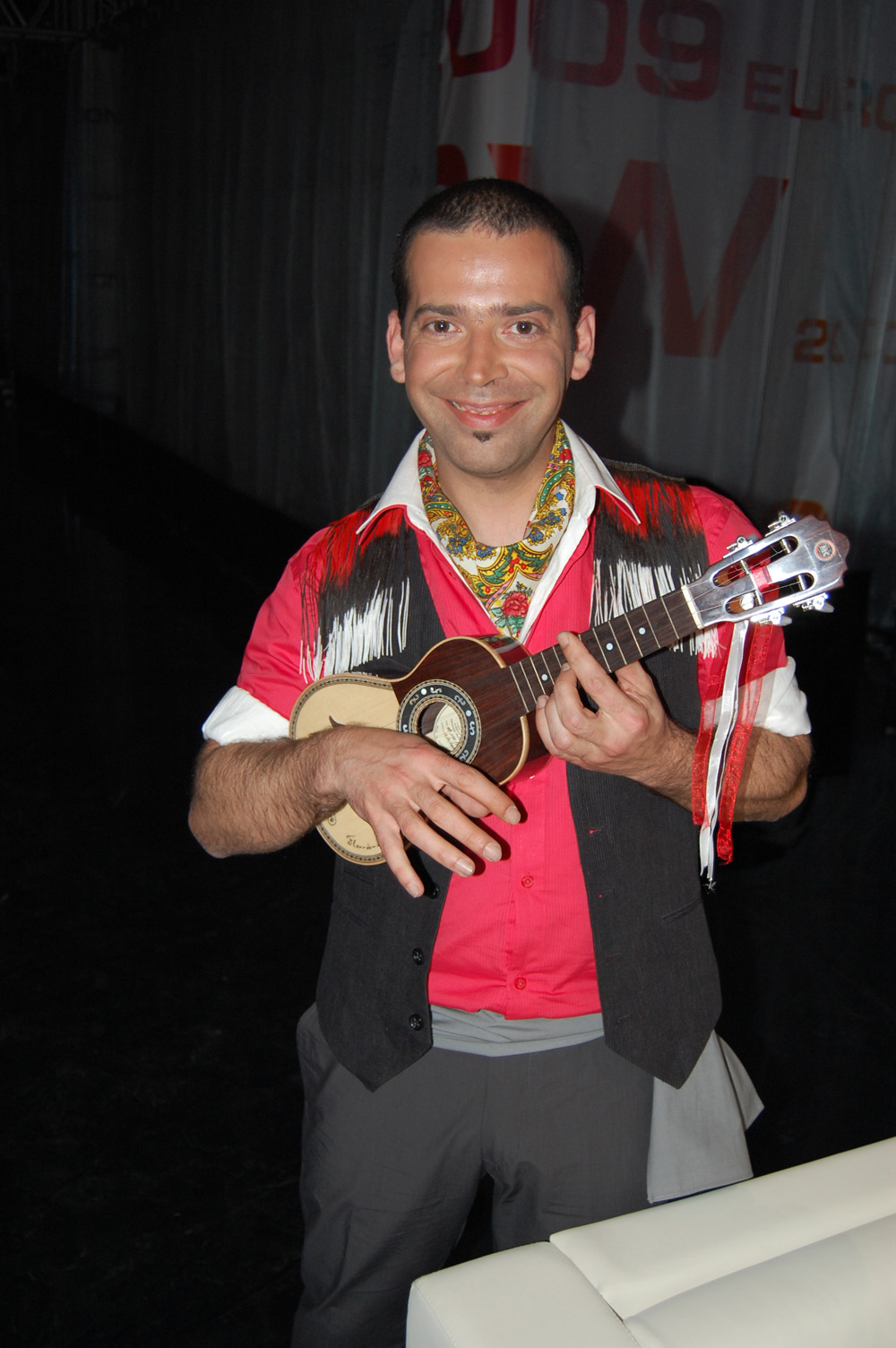
Jorge Marques

Flor-de-Lis is een Portugese volksband die in 2009 Portugal vertegenwoordigde op het Eurovisiesongfestival te Moskou. Ze kwamen door de eerste halve finale. In de finale werd de groep 15de.

## Geschiedenis
Het begin van de Flor-de-Lis is nauw verbonden met Marques' deelname als percussionist Pedro in het Adufproject. Het project begon vorm aan te nemen in 2001, met de deelname van diverse muzikanten.
Het huidige repertoire bestaat niet alleen uit originele teksten van Pedro Marques en Daniela Varela, maar ook uit gedichten van Eugenio de Andrade, Jose Regio, Ary dos Santos, David-Mourão Ferreira en Jose Maria de Castro. Het geluid is gebaseerd op de populaire Portugese muziek, van fado tot folk, maar het eindresultaat komt ook voort uit de samensmelting van muziek uit andere werelddelen, met een sterke populaire smaak. De zang is van Daniela Varela, naast Pedro Marques speelt percussie, Jose Camacho speelt gitaar, Jorge Marques speelt cavaquinho, Paulo Pereira speelt fluit en Ana Sofia Campeã speelt accordeon. Daniela sloot zich in 2008 bij de groep aan.
In 2009 deed de groep mee aan het Eurovisiesongfestival met het liedje Todas as ruas do amor. Ze haalden de finale waar ze uiteindelijk 15de werden.

## Discografie

### Singles
| 2009 | Todas as ruas do amor | 85 | 26 | 158 |

### Albums
| Jaar | Album |      |                                                      |
| ---- | ----- | ---- | ---------------------------------------------------- |
| Jaar | Album | 2010 | Signo solar - Eerste studioalbum - Uitgebracht: 2010 |